# Arabibarbus arabicus
Arabibarbus arabicus är en fiskart som beskrevs av Trewavas, 1941. Arabibarbus arabicus ingår i släktet Arabibarbus och familjen karpfiskar. Inga underarter finns listade.
Exemplaren blir upp till 38,5 cm långa. I ryggfenan förekommer inga taggstrålar och 10 till 13 mjukstrålar. Analfenan har 8 eller 9 mjukstrålar och inga taggstrålar. Typisk är den åt sidan avplattade kroppen.
Arten förekommer i vattendrag i Saudiarabien och Jemen som avvattnar mot Röda havet. Uppskattningsvis är utbredningsområdet mindre än 500 km². Delar av vattendragen kan tidvis torka ut. Kring vattendragen finns varierande landskap.
Denna fisk och Carasobarbus apoensis fångas gärna i sportfiske. Beståndet påverkas även av vattenföroreningar och torka. I några vattendrag är populationen stabil. IUCN listar arten som livskraftig (LC).